# Gerå
Gerå (ikke at forveksle med landsbyen af samme navn) er et vandløb beliggende i det østlige Vendsyssel. Kommunegrænsen mellem Brønderslev Kommune og Aalborg Kommune følger i lange træk Gerå. Gerå har sit udspring nær Nordkær et par km nord for Grindsted, hvor den løber mod øst gennem et lavtliggende landbrugsområde. Gerå udløber i Kattegat (Aalborg Bugt) et par km øst for landsbyen Gerå. Gerå har en længde på ca. 30-35 km

## Åens forløb
Fra Gerås udspring nær Nordkær i Hammer Sogn løber åen mod øst forbi Uggerhalne, hvor den krydser Frederikshavnmotorvejen nær Lyngdrup og fortsætter forbi Langholt Hovedgård i Horsens Sogn. Her løber Gerå videre forbi gården Striben i Vester Hassing Sogn. Gerå fortsætter ind i Øster Hassing Sogn forbi gårdene Vester Nejsig, Mellem Nejsig og Øster Nejsig. Videre i Ulsted Sogn, hvor Gerå passerer nær gårdene Nørre Rottrup og Klitgaard (Mellem Ulsted og Rørholt) og videre gennem Dronninglund Sogn. Endelig løber Gerå gennem Aså-Melholt Sogn nær landsbyerne Melholt og Gerå by for at udløbe i Kattegat. 